# Mustelus fasciatus
La musola listada (Mustelus fasciatus) es un tiburón de la familia Triakidae, que habita en las plataformas continentales del Atlántico subtropical suroccidental desde el sur de Brasil hasta el norte de Argentina entre las latitudes 30° S y 47° S, desde la superficie hasta los 250 m de profundidad. Su longitud máxima es de 1,5 m.
Es una especie ovovivípara, con una longitud al nacer de hasta 39 cm.